# Bryum mairei
Bryum mairei là một loài rêu trong họ Bryaceae. Loài này được Copp. mô tả khoa học đầu tiên năm 1911.